# Hugo Herrnhof
Hugo Herrnhof (* 21. September 1964 in Bozen) ist ein ehemaliger italienischer Shorttracker.
Hugo Herrnhof war zusammen mit Maurizio Carnino, Orazio Fagone und Mirko Vuillermin Mitglied der italienischen Shorttrack-Staffel, die bei den Olympischen Spielen 1994 in Lillehammer Gold holte.
Bereits 1988 bei den Olympischen Spielen in Calgary, als Shorttrack noch Demonstrationssportart war, hatte Herrnhof Silber mit dem italienischen Quartett gewonnen.
Bei Weltmeisterschaften gewann Hugo Herrnhof:
- 2 Goldmedaillen: eine mit der Staffel 1988 in St. Louis und eine mit der Mannschaft 1993 in Budapest,
- 3 Silbermedaillen: 1987 in Montreal und 1993 in Peking mit der Staffel und 1992 in Nobeyama mit der Mannschaft,
- 1 Bronzemedaille: 1994 in Cambridge mit der Mannschaft.

Bei den Europameisterschaften 1997 in Malmö gewann er mit der Staffel die Bronzemedaille.
Zurzeit ist Herrnhof beim Italienischen Eissportverband FISG Federazione Italiana Sport Ghiaccio tätig. Auch hatte er die Position des Speed Skating Sports Director/Event Coordinator Short Track bei der Internationalen Eislaufunion (ISU) inne.
Hugo Herrnhof stammt aus dem Pustertal und lebt heute im Piemont. Er ist mit Cristina Sciolla verheiratet, die auch viele Jahre der italienischen Shorttrack-Mannschaft angehörte.